# Natural Bridges State Beach
Il Natural Bridges State Beach è un Parco Nazionale dello Stato della California a Santa Cruz, negli Stati Uniti d'America. Il parco presenta un arco naturale attraverso una sezione della spiaggia. Esso è anche ben noto quale meta di attrazione per vedere le migrazioni delle farfalle Monarca. La Riserva Naturale della Farfalla Monarca ospita fino a 150 000 esemplari di farfalle Monarca da ottobre ai primi di febbraio.

## Storia

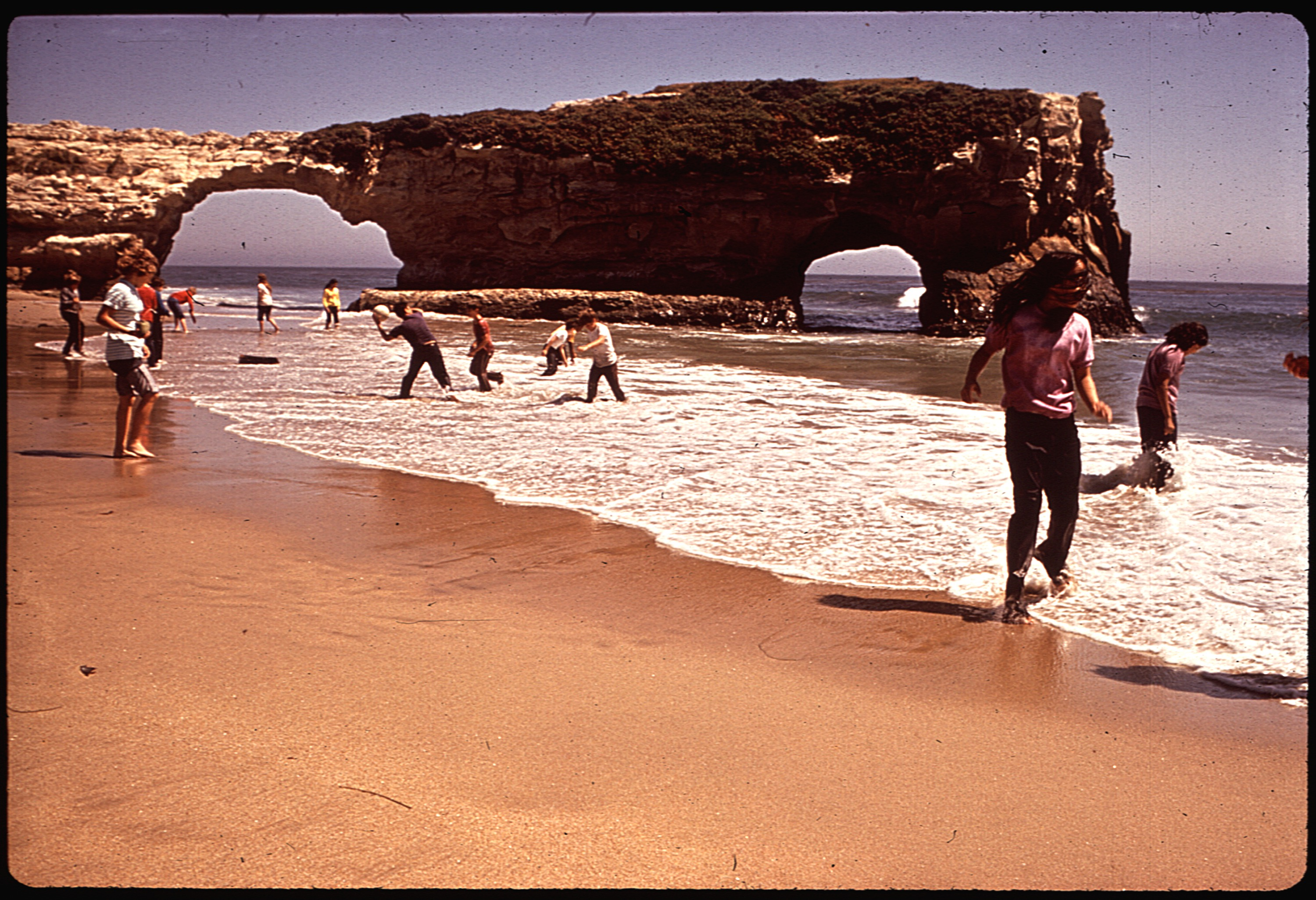
Archi al Natural Bridges nel 1970

I primi abitanti nell'area di Santa Cruz erano piccoli gruppi di nativi americani. Gli Ohlone erano una tribù semi-nomade di cacciatori di mammiferi marini e che integravano la loro dieta con frutti di mare, pesci, radici commestibili e germogli, ghiande, bacche e semi.
Gli Ohlone raccoglievano piante medicinali ed erbe. Essi fabbricavano utensili con pietre e conchiglie reperite in loco. Il loro artigianato comprendeva cesti e opere fatte con conchiglie.
Gli spostamenti dei nativi iniziarono con la colonizzazione spagnola delle Americhe, quando i missionari e i soldati portarono gli Ohlone nelle missioni. La popolazione dei Nativi americani fu grandemente ridotta a causa delle malattie trasmesse loro dagli europei, contro le quali essi non avevano resistenze. Il governo della zona passò dalla Spagna al Messico dopo la guerra d'indipendenza del Messico. I cittadini del Messico usavano quello che oggi è il Natural Bridges State Beach come luogo di pascolo per i loro bovini. La California entrò a far parte degli Stati Uniti dopo la guerra messico-statunitense.
La zona intorno al parco più tardi ospitò una fabbrica di latticini, una fattoria per la coltivazione di cavolini di Bruxelles, hotel, abitazioni per i lavoratori, un set cinematografico della Polinesia e un'immobiliare fallita. La terra fu acquistata dallo Stato della California nel 1933 e la costruzione delle strutture balneari iniziò nel 1954. Le terre intorno al parco rimasero in gran parte inutilizzate e incolte fino agli anni 1970. Il parco oggi è circondato da stabilimenti balneari e proprietà commerciali.

## Geologia

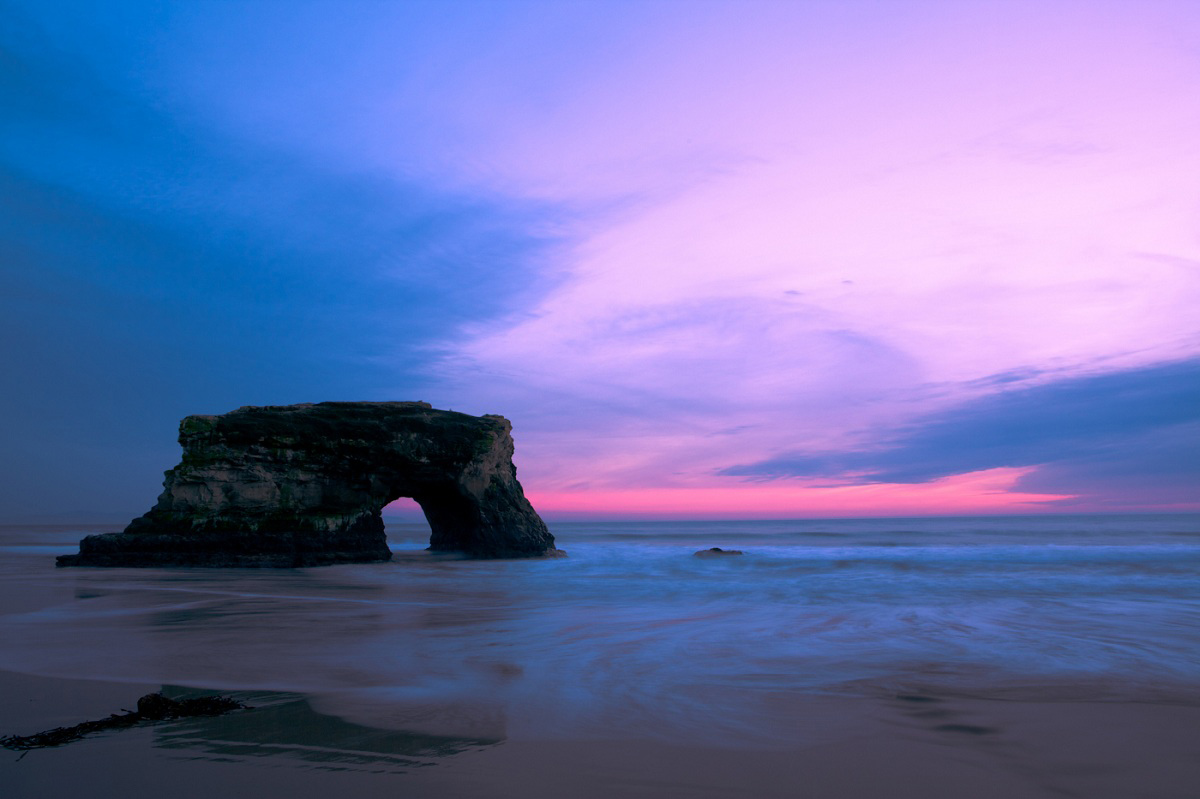
Veduta notturna del natural bridge.

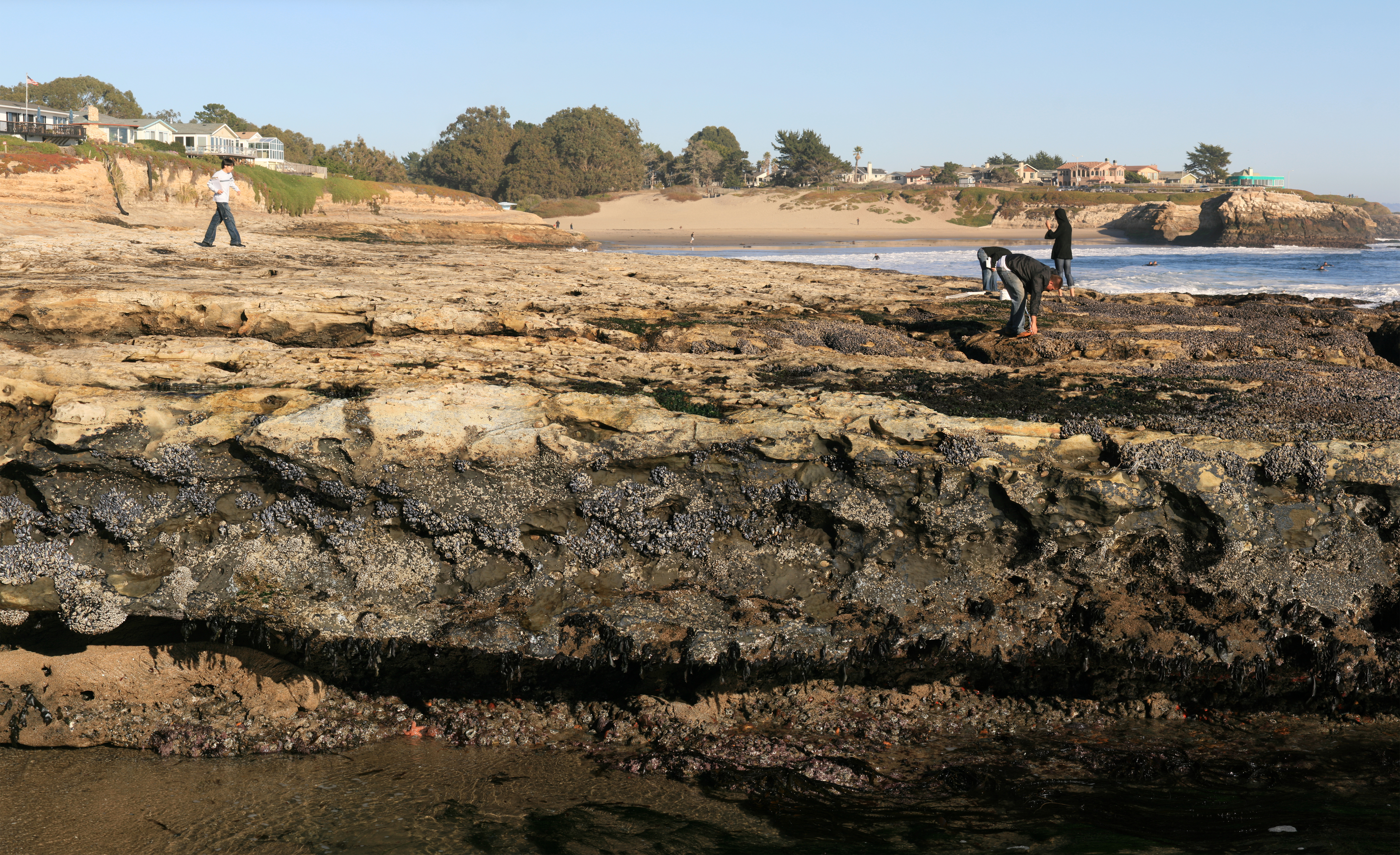
La zona intertidale ospita muscoli, stelle marine, anemoni di mare e patelle.

Natural Bridges State Beach prende il nome dai ponti di origine naturale di pietra che sono stati scavati dall'Oceano Pacifico in scogliere che sporgevano verso il mare. Gli archi si formarono milioni di anni fa quando una combinazione di limo, argilla e diatomee si solidificarono in una miscela di pietre che formò i tre originali archi della spiaggia. L'erosione delle onde scavò gli archi e quindi li tagliò dalla scogliera lasciando solo isole. Dei tre archi originali rimane solo quello centrale. L'arco più esterno cadde all'inizio del XX secolo e quello centrale collassò durante una tempesta nel 1980. L'arcio centrale è in pericolo di collasso per l'erosione del vento e delle onde. Ai visitatori era una volta consentito di arrampicarsi e camminare sul ponte, ma ora esso è chiuso all'accesso del pubblico.

## Ecologia
Il Natural Bridges State Beach ospita boschetti di eucapipti che danno asilo alle farfalle Monarca. Fino a 150 000 migrano nel parco da distanze fin da 3200 km per sfuggire al freddo invernale del nordovest degli Stati Uniti e del Canada. La città di Santa Cruz tiene un festival annuale per celebrare il ritorno delle farfalle. Le farfalle Monarca si sistemano in boschetti lungo le coste della California e della Bassa California. Al Natural Bridges State Beach esse trovano riparo dai venti e fonti di cibo e acqua. Grappoli di farfalle sugli alberi "intrecciano i loro arti tra i rami per sembrare ciuffi di foglie." Le farfalle si proteggono l'un l'altra dai venti freddi e dalle piogge raggruppandosi insieme. A cominciare dalla fine degli anni 1990 la popolazione di farfalle nel parco iniziò a declinare. I biologi attribuiscono il declino alla carenza di habitat causata dalla caduta di pini e di eucalipti. Il declino presso il Natural Bridges State Beach ha determinato un incremento nel numero di farfalle presso il vicino Lighthouse Field State Beach.
Pozze dovute alle maree consentono ai visitatori del parco uno sguardo sull' habitat della vita marina. Le basse maree rivelano popolazioni di ricci di mare, stelle marine, crostacei e laminarie. Mammiferi marini e uccelli quali balene, pinnipedi, lontre di mare e gambecchi semipalmati possono essere osservati dalla spiaggia.
I 26 ettari di parco hanno una varietà di habitat. Sul Moore Creek si trovano acquitrini di acqua salata e stagni di acqua dolce.
La Riserva marina del Natural Bridges State è un'area protetta al largo della costa della Natural Bridges State Beach.  Come un parco sottomarino, quest'area di mare protetta contribuisce a conservare la fauna selvatica marina e l'ecosistema del mare.

## Sport e turismo
Il Natural Bridges State Beach è aperto tutto l'anno allo sport e al turismo, offrendo nuoto, surf, escursionismo, passeggiate nella natura e picnic.
La spiaggia è piccola e protetta. I venti del pomeriggio attraggono aquiloni e surfisti a vela. Essa è aperta al surfing e molto trafficata in inverno quando le onde lunghe spazzano le rive del Natural Bridges State Beach. Sentieri per escursioni passano attraverso la Riserva delle farfalle Monarca e l'estuario del Moore Creek. Escursioni guidate attraverso la riserva hanno luogo nei weekend d'autunno e d'inverno. Escursioni intorno ai laghetti di marea e passeggiate nella natura sono possibili tutto l'anno.

## Parchi nazionali vicini
- The Forest of Nisene Marks State Park[2]
- Henry Cowell Redwoods State Park[2]
- Lighthouse Field State Beach[2]
- New Brighton State Beach[2]
- Santa Cruz Mission State Historic Park[2]
- Seacliff State Beach[2]
- Twin Lakes State Beach[2]
- Wilder Ranch State Park[2]